# カール・アブラハム・ピル
カール・アブラハム・ピル(ノルウェー語: Carl Abraham Pihl）は、ノルウェーの土木工学者、ノルウェー国鉄局長を1865年から亡くなるまで務めた人物である。ピルはノルウェーの鉄道に狭軌を導入した主要な技術者の一人でもある。

## 生涯
カール・アブラハム・ピルはノルウェー南海岸のスタバンガーで生まれ、スウェーデンのヨーテボリにあるチャルマース研究所（現在は工科大学）を19歳で卒業後、イギリスにわたりロバート・スチーブンソン社で2年働いた。スチーブンソン指導の下、イースタン・ユニオン鉄道の技師として建設に従事、1850年にはノルウェーで最初の鉄道を建設する事業のために帰国、1854年に工事終了後はイギリスに戻りウェールズでの鉄道建設に関ったが、1856年にふたたび帰国し、ノルウェー政府の道路局（当時は鉄道も管理）に戻って1858年には主任技師となり、1865年の鉄道部門独立後は鉄道建設の最高責任者となった。

## ゲージの論争

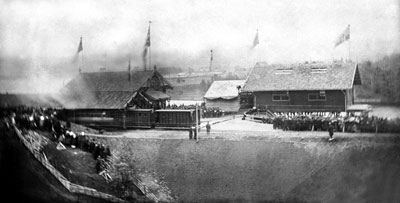
ピルによる撮影の1868年のランドフィヨルド線の開業

現在、日本や南アフリカ共和国などの鉄道で主流の3ft6in（1067mm）軌間の発祥は、このピルがノルウェーの鉄道で始めたものが起源で、当時は他の軌間を含め世界的な狭軌ブームの起爆剤となった。
ノルウェーで最初に作られたクリスチャニア（現在のオスロ）～アイスボル（ミョーサ湖の南の町）の路線（ホーブド線、1854年開業）がロバート・スチーブンソンにより造られた時、橋や曲線は大きくなり過ぎ、路線の建設費は高騰した。クリスチャニアの南からスウェーデンの鉄道（すでに標準軌で施設）と接続する路線も標準軌での施設が決まっていたが、次のハーマル（ミョーサ湖東北岸の町）から北東に伸びる路線と、もっと北にある港町のトロンハイムから南の山に伸びる路線は、ホーブド線やスウェーデンの鉄道と接続しないので、この2線をホーブド線と同じ規格でそろえる必要はなく、しかしそれでも馬車鉄道などではなく蒸気動力にしたいとピルは考えた。
そこですでにオーストリアにあったナローゲージのシレジア線（2ft6in軌間）を調査し、蒸気機関車を走らせるならもう少し余裕をもたせ40インチ（＝3ft4in＝1016mm）ぐらいは必要と考えられたが、スチーブンソンの助言で3フィート半（＝3ft6in）にされ、こうして1862年にハーマル～グルンセットに世界初の3ft6in軌間の公共鉄道が開通した（続くトロンハイム～ストーレン線は山越えの難工事があったので1864年開通）。
最初の車両は軌間を除きイギリスのものに近く機関車は2軸動輪で従輪も固定され、客車や緩急車は二軸車であったが、一方レールは18～20㎏/mのアメリカ式のフラットレールに丸太を割った枕木という簡素な代物で、ハーマル側はカーブ・勾配は約350ｍ・14‰とそんなにきついものではなかったが、後で開通したトロンハイム側は半径230ｍ・24‰勾配があり、このためハーマルで使用していた機関車（車軸配置0-4-2、従輪も固定なのでホイールベースは3887mmあった。）を後日こちらに移したところ脱線事故が発生したため、トロンハイム用の機関車が必要になり、非動輪をどうカーブに合わせて動かすかについて、1軸先台車やラジアルアクスルつき従輪を試した末、「1軸先台車でシリンダーが先台車の邪魔にならないように斜めに持ち上げた構造」の機関車でとりあえず満足のいくものになった。
その後、1865年にはオスロから南東に伸びる第3の3ft6in軌間鉄道が開業され、ここは時速56㎞ほどの列車運行が可能でイギリスのローカル線と大差ないレベルであったため、当時はこれで充分とされ、1870年代から1880年代にかけてのノルウェーの鉄道はコングスヴィンガー線、メルケル線、エストフォル線を除く全ての路線が狭軌で建設され、ノルウェーには2つの互換性のないシステムがあった。
このノルウェーの成功を受けて1870年代にイギリス（ニュージーランドなどの植民地含む）や日本などに3ft6in軌間鉄道が次々開業するきっかけとなった。
ただし、ノルウェー自身の3ft6in軌間鉄道は後に全線標準軌に改軌か廃止されており、現存しない。
異なる軌間が混在する場合の問題点の1つに貨物を接続駅で積み替える手間が生じるというものがあるが、前述のように標準軌と狭軌の路線の途中で船に積み替えるならば軌間を統一しても手間は一緒であり、それならば規格を下げて低コストにもできる狭軌を使い分けた方が便利だったのだが、その後世紀の大規模なプロジェクトであるベルゲン線やセロン線など全ての孤立していた路線はつながるようになり、貨物の積み替えコストが資産を上回るようになったため、全ての狭軌路線は1909年から1949年にかけ廃止されるか、改軌された。